# Махра (Московская область)
Махра — деревня в Сергиево-Посадском районе Московской области в составе муниципального образования Сельское поселение Шеметовское (до 29 ноября 2006 года входила в состав Ченцовского сельского округа).

## Население
| 1859 | 1905 | 2002 | 2006 | 2010 |
| ---- | ---- | ---- | ---- | ---- |
| 159  | ↘155 | ↘17  | ↗20  | ↘9   |

## География
Махра расположена примерно в 29 км (по шоссе) на север от Сергиева Посада, на безымянном ручье, правом притоке реки Дубны, высота центра деревни над уровнем моря — 164 м.
Деревня связана автобусным сообщением с райцентром и соседними населёнными пунктами (остановка в прилегающей с юго-востока. Рождественская церковь в селе Махра известна с конца XVI века. Современное каменное однокупольное здание, в стиле классицизма, с трапезной и колокольней, Троицким и Ильинским приделами, построено в 1826 году. В 1941 году закрыта, возвращена верующим в 1990 году, действует.